# Marco Fu
Marco Fu (n. 8 ianuarie 1978, Hong Kong, Imperiul Britanic) este un jucător profesionist de snooker din Hong Kong.
A ocupat locul 5 mondial în 2017, cel mai bun din cariera sa. Fu a realizat breakul maxim de cinci ori și a câștigat trei titluri în carieră. De asemeni, el a disputat și două semifinale de campionat mondial (în 2006 si 2016). 

## Finale disputate

### Finale de clasament: 8 (3 titluri)
| Legendă                          |
| Campionatul Regatului Unit (0–1) |
| Altele (3–4)                     |

| Rezultat   | Nr. | An   | Turneu                     | Adversar în finală | Scor |
| Finalist   | 1.  | 1998 | Marele Premiu              | Stephen Lee        | 2–9  |
| Câștigător | 1.  | 2007 | Marele Premiu              | Ronnie O'Sullivan  | 9–6  |
| Finalist   | 2.  | 2008 | Campionatul Regatului Unit | Shaun Murphy       | 9–10 |
| Finalist   | 3.  | 2013 | Mastersul German           | Ali Carter         | 6–9  |
| Câștigător | 2.  | 2013 | Openul Australian          | Neil Robertson     | 9–6  |
| Finalist   | 4.  | 2013 | Campionatul Internațional  | Ding Junhui        | 9–10 |
| Câștigător | 3.  | 2016 | Openul Scoțian             | John Higgins       | 9–4  |
| Finalist   | 5.  | 2017 | Players Championship       | Judd Trump         | 8–10 |

### Finale în turnee minore: 3 (1 titlu)
| Rezultat   | Nr. | An   | Turneu             | Adversar în finală | Scor |
| Finalist   | 1.  | 2012 | UK PTC Event 3     | Rod Lawler         | 2–4  |
| Finalist   | 2.  | 2013 | Bluebell Wood Open | Ricky Walden       | 3–4  |
| Câștigător | 1.  | 2015 | Gibraltar Open     | Michael White      | 4–1  |

### Finale în turnee invitaționale: 10 (5 titluri)
| Legendă           |
| The Masters (0–1) |
| Altele (4–2)      |

| Rezultat   | Nr. | An   | Turneu                                 | Adversar în finală | Scor |
| Finalist   | 1.  | 1999 | Scottish Masters Qualifying Event      | Matthew Stevens    | 1–5  |
| Câștigător | 1.  | 2003 | Premier League                         | Mark Williams      | 9–5  |
| Finalist   | 2.  | 2003 | Euro-Asia Masters Challenge            | Ken Doherty        | 2–5  |
| Câștigător | 2.  | 2004 | World Champions v Asia Stars Challenge | John Higgins       | 5–1  |
| Câștigător | 3.  | 2006 | Thailand Masters                       | Issara Kachaiwong  | 5–3  |
| Finalist   | 3.  | 2008 | Huangshan Cup                          | Ali Carter         | 3–5  |
| Câștigător | 4.  | 2010 | Championship League                    | Mark Allen         | 3–2  |
| Finalist   | 4.  | 2011 | The Masters                            | Ding Junhui        | 4–10 |
| Câștigător | 5.  | 2015 | General Cup                            | Mark Williams      | 7–3  |
| Finalist   | 5.  | 2022 | Hong Kong Masters                      | Ronnie O'Sullivan  | 4–6  |

### Finale Pro–am: 1 (1 titlu)
| Rezultat   | Nr. | An   | Turneu            | Adversar în finală | Scor |
| Câștigător | 1.  | 2010 | Jocurile Asiatice | Ding Junhui        | 4–2  |

### Finale pe echipe: 1
| Rezultat | Nr. | An   | Turneu        | Echipă/partener                    | Adversar(i) în finală                            | Scor |
| Finalist | 1.  | 2018 | Macau Masters | Joe Perry Zhang Anda Mark Williams | Barry Hawkins Ryan Day Zhao Xintong Zhou Yuelong | 1–5  |

### Finale la amatori: 2 (2 titluri)
| Rezultat   | Nr. | An   | Turneu                         | Adversar în finală | Scor  | Ref   |
| Câștigător | 1.  | 1997 | Campionatul Mondial Sub-21     | Bjorn Haneveer     | 11–7  | [ 4 ] |
| Câștigător | 2.  | 1997 | Campionatul Mondial de Amatori | Stuart Bingham     | 11–10 | [ 5 ] |